# De vrolijke drinker (Judith Leyster)

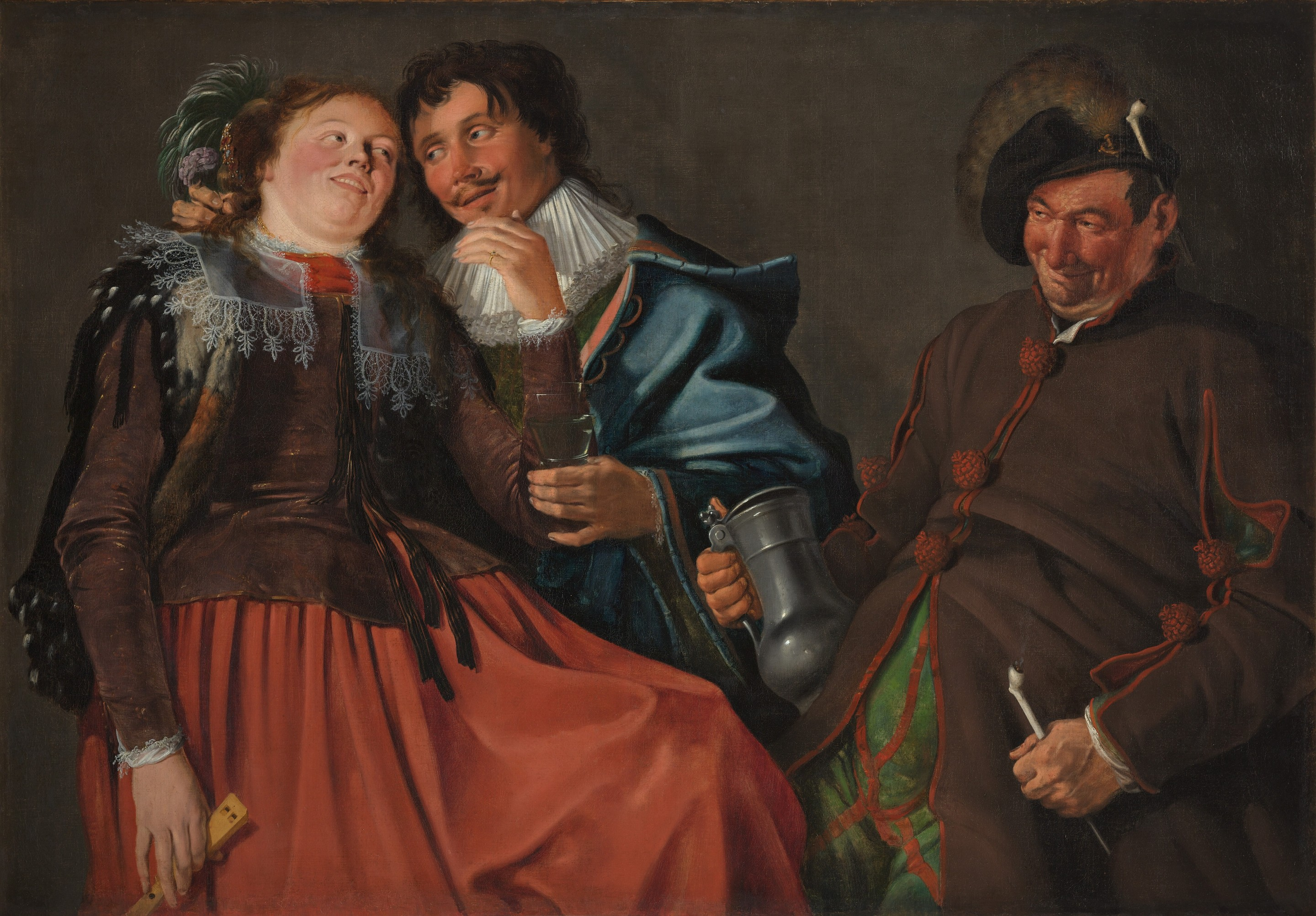
Hendrick Pot, Vrolijk gezelschap, Museum Boijmans Van Beuningen. Peeckelhaering zit rechts met kan en pijp.

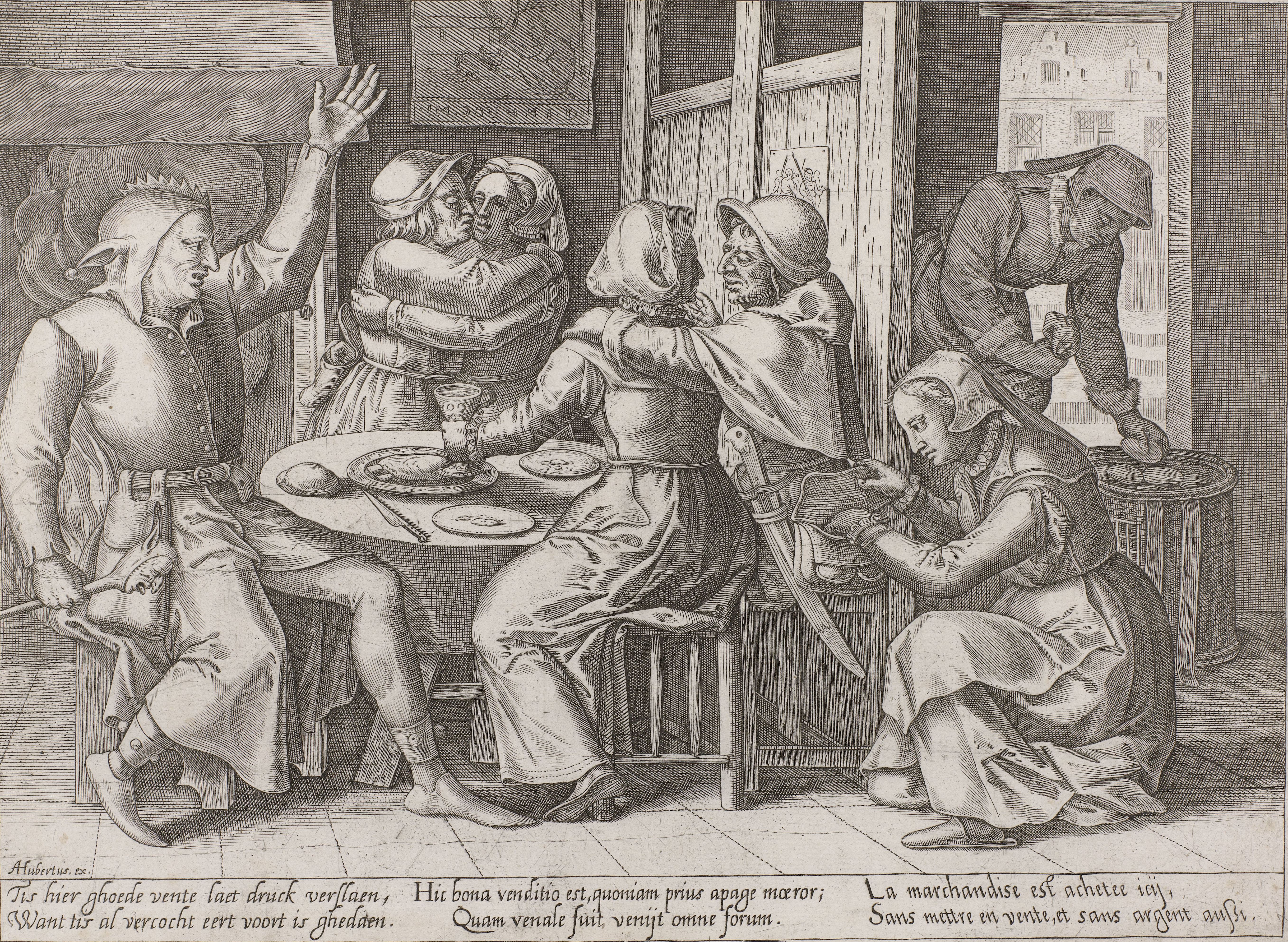
Een 16e-eeuwse voorloper van Peeckelhaering: Adriaen Huybrechts (I) naar Cornelis Massijs, Drinkend gezelschap met een nar, gravure, Rijksmuseum Amsterdam.

De vrolijke drinker of Peeckelhaering is een schilderij van Judith Leyster uit 1629.

## Beschrijving
Waarschijnlijk heeft Judith Leyster hier de nar Peeckelhaering uitgebeeld, of preciezer gezegd: een toneelspeler in de rol van Peeckelhaering. Want het gezicht van de figuur is zo expressief en gedetailleerd uitgewerkt dat het een portret lijkt. Hendrick Pot heeft een soortgelijk personage weergegeven op zijn schilderij Vrolijk gezelschap dat hij in het kielzog van Frans Hals en Leyster heeft gemaakt.
Peeckelhaering was de nar van het Haarlemse volkstoneel. Hij speelde de nathals of kannenkijker die vanwege het eten van zoute haring voortdurend zijn "brakke" keel moest spoelen. Zijn naam is bekend dankzij een gravure naar een schilderij van Frans Hals met het opschrift:
Siet Monsieur Peeckelhaering an.. En hout het met de vogte back.
Hy pryst een frisse volle kan.. Dat doet syn keel is altyt brack.
Als Leyster inderdaad een komediant in de rol van Peeckelhaering heeft geschilderd, kan Frans Hals twee andere Haarlemse toneelspelers hebben geportretteerd, die ieder hun eigen draai aan het karakter Peeckelhaering gaven, met hun eigen kleding en attributen. Enerzijds de figuur in het rood-gele pak die vroeger bekend stond als "De mulat" en ook door Dirck Hals is geschilderd, en anderzijds een wat oudere man met baard, die ook door de Rotterdamse kunstenaar Willem Buytewech is afgebeeld (Buytewech was een Rotterdammer, maar woonde in de jaren 1612-1617 in Haarlem). Het uiterlijk en de kleding van Peeckelhaering (en andere personages in het Hollandse volkstoneel) lagen namelijk niet vast en de acteur kon er zijn eigen invulling aan geven. Wel was hij steeds herkenbaar aan zijn attributen: een wijnkan, een pijp en een wijdvallend narrenpak. Soms waren de verwijzingen explicieter; dan was hij omhangen met een krans worstjes, eieren en zoute haringen, zoals op Frans Hals' Vastenavondgangers, waar ook Hans Worst van de partij is. Voorlopers van de voorstellingen van de Haarlemse schilders, zijn onder anderen de 16e-eeuwse bordeelscènes met narren van Lucas van Leyden en Cornelis Massijs.

## Peeckelhaering bij andere schilders

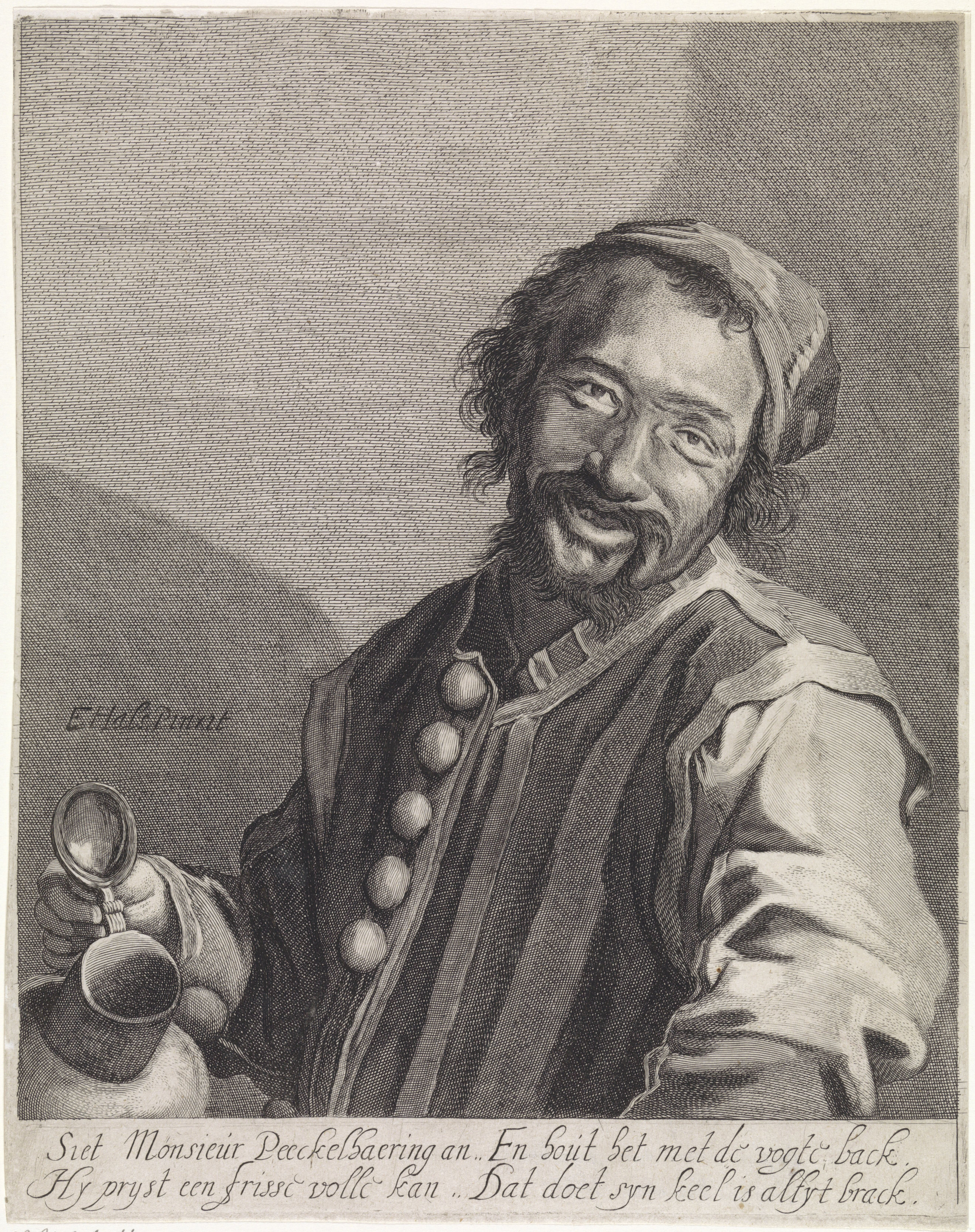
Jonas Suyderhoef naar Frans Hals, Monsieur Peeckelhaering, Rijksmuseum Amsterdam.
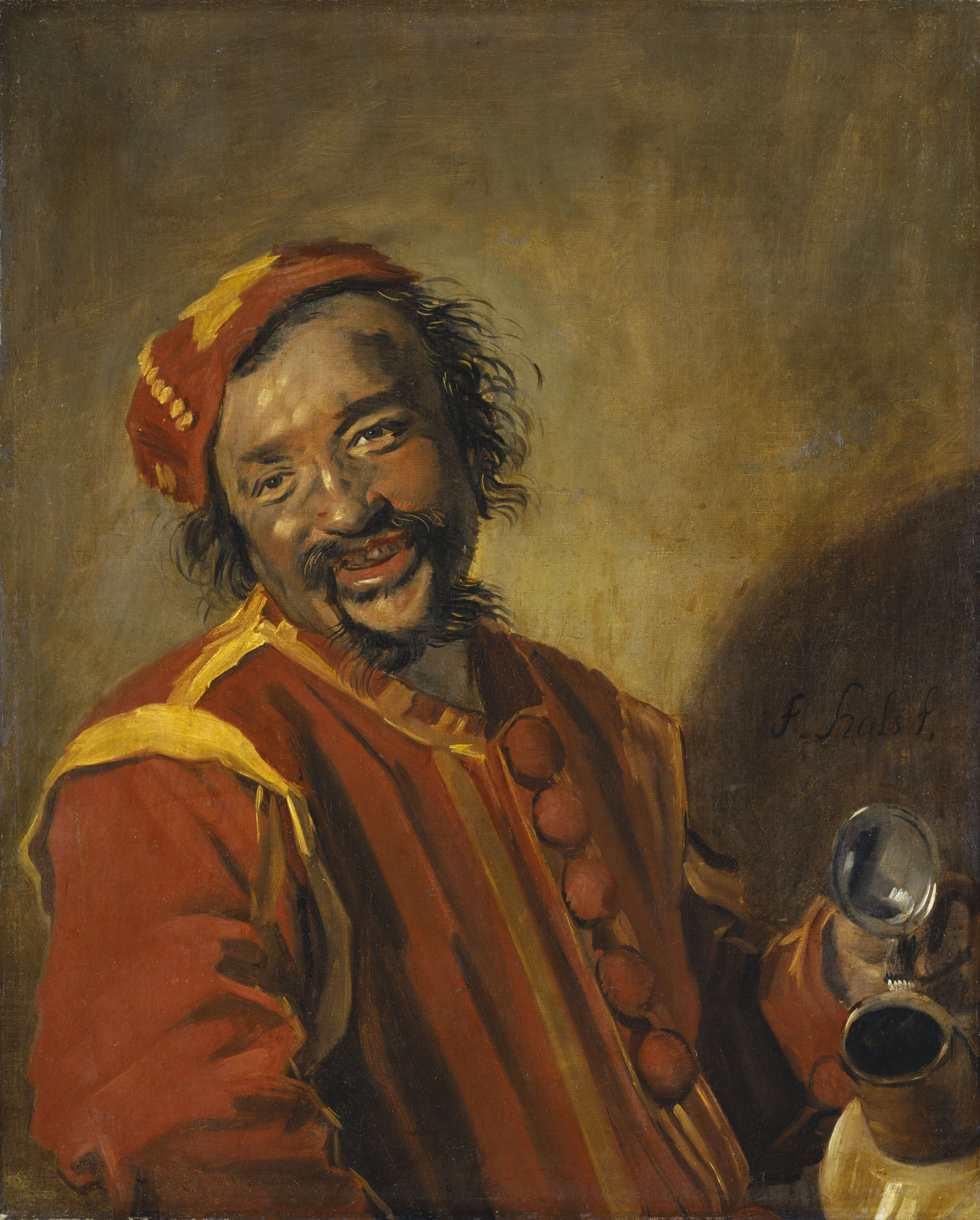
Frans Hals, Peeckelhaering, ca. 1628, Schloss Wilhelmshöhe, Kassel.
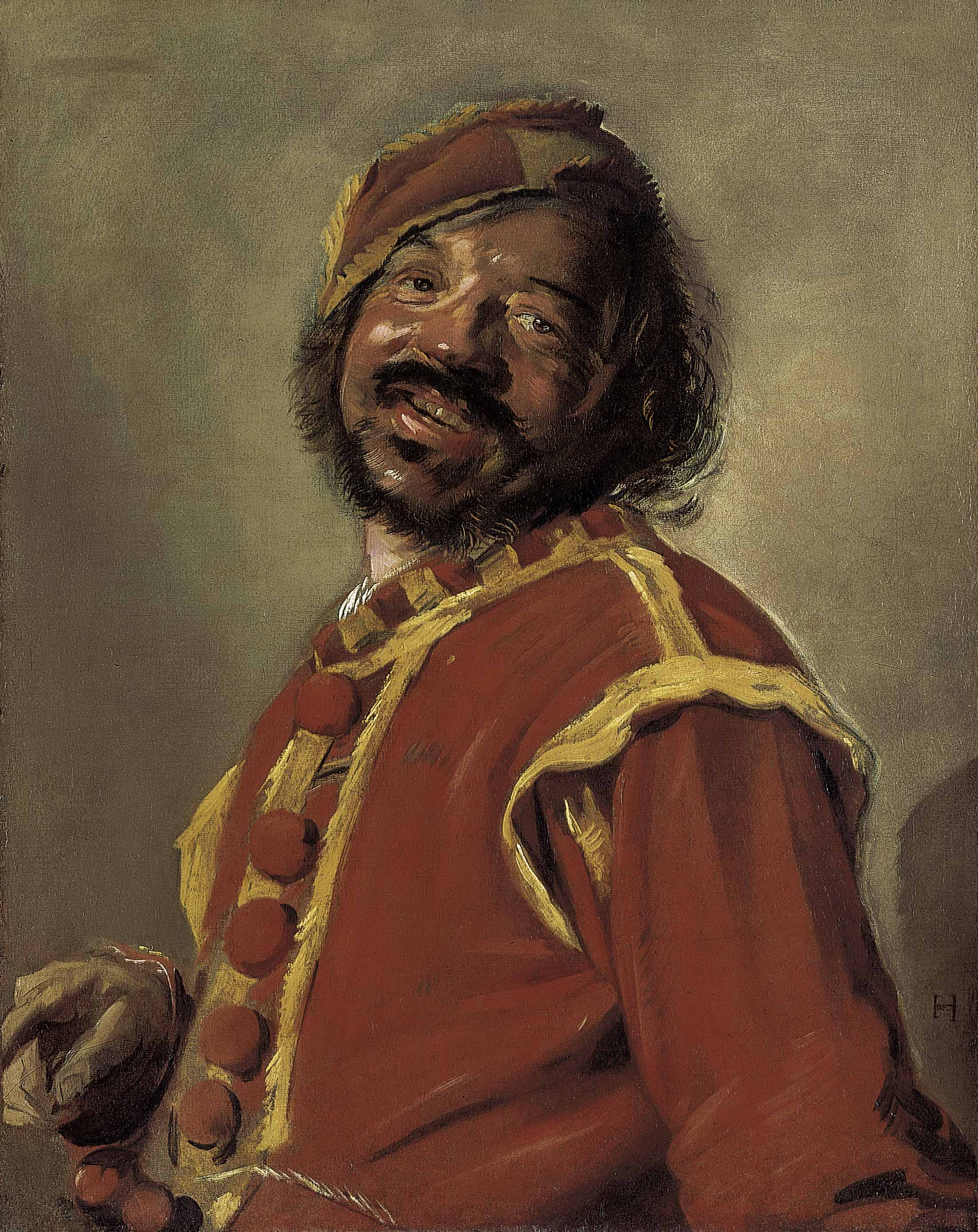
Frans Hals, "De mulat", ca. 1628, Museum der bildenden Künste, Leipzig.
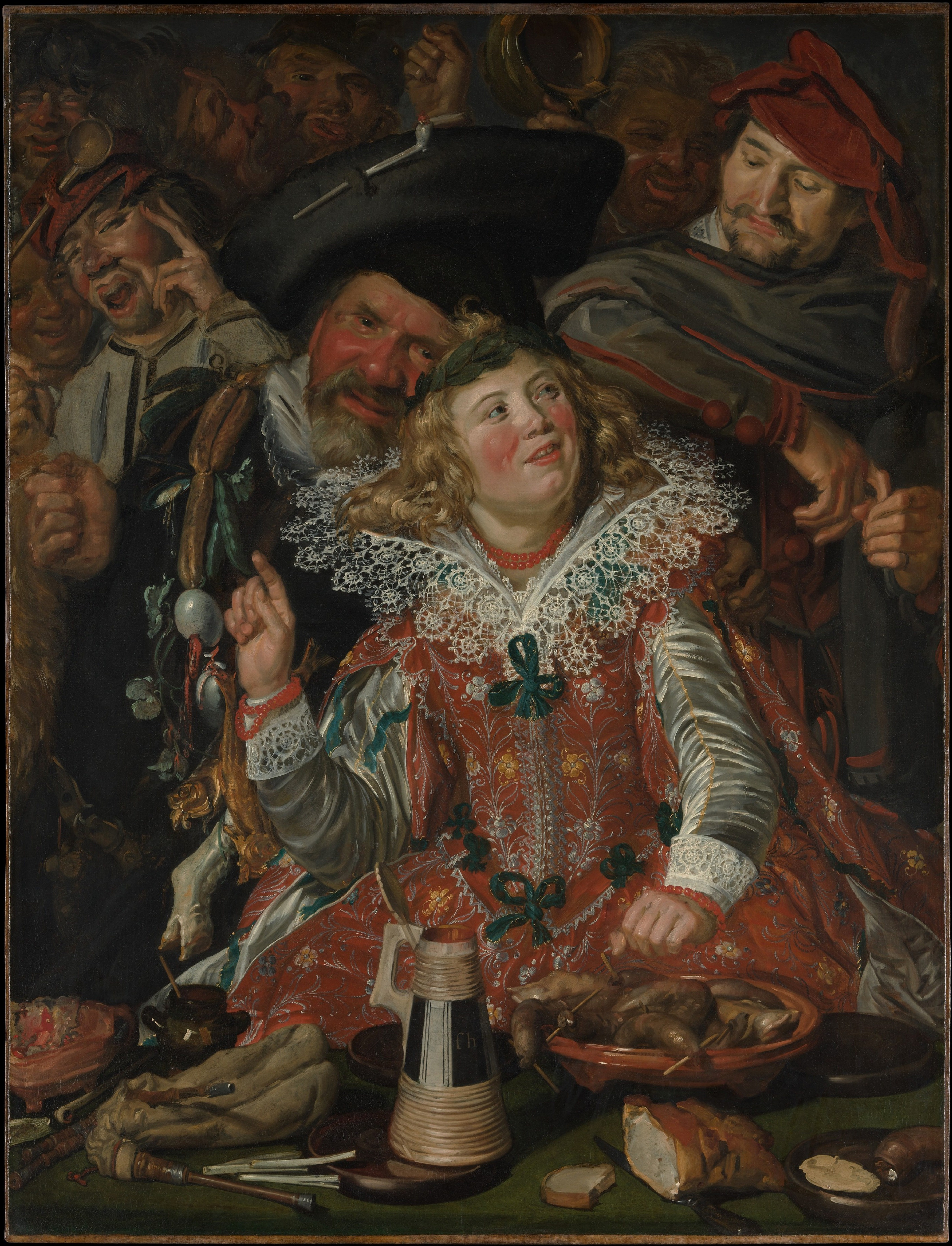
Frans Hals, Vastenavondgangers, ca. 1616-1617, Metropolitan Museum of Art, New York.
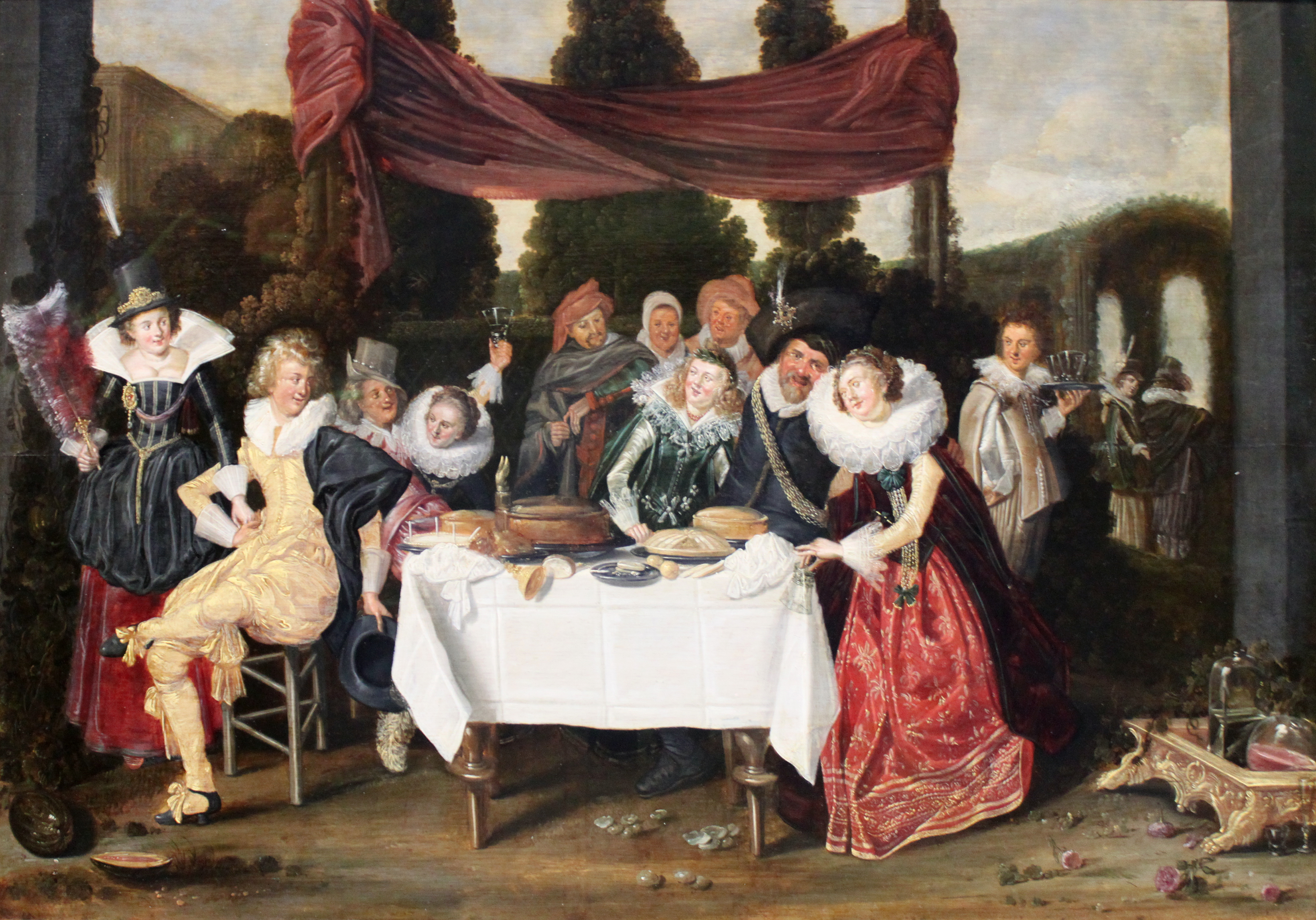
Dirck Hals, Vrolijk gezelschap, ca. 1620, Städel Museum, Frankfurt.
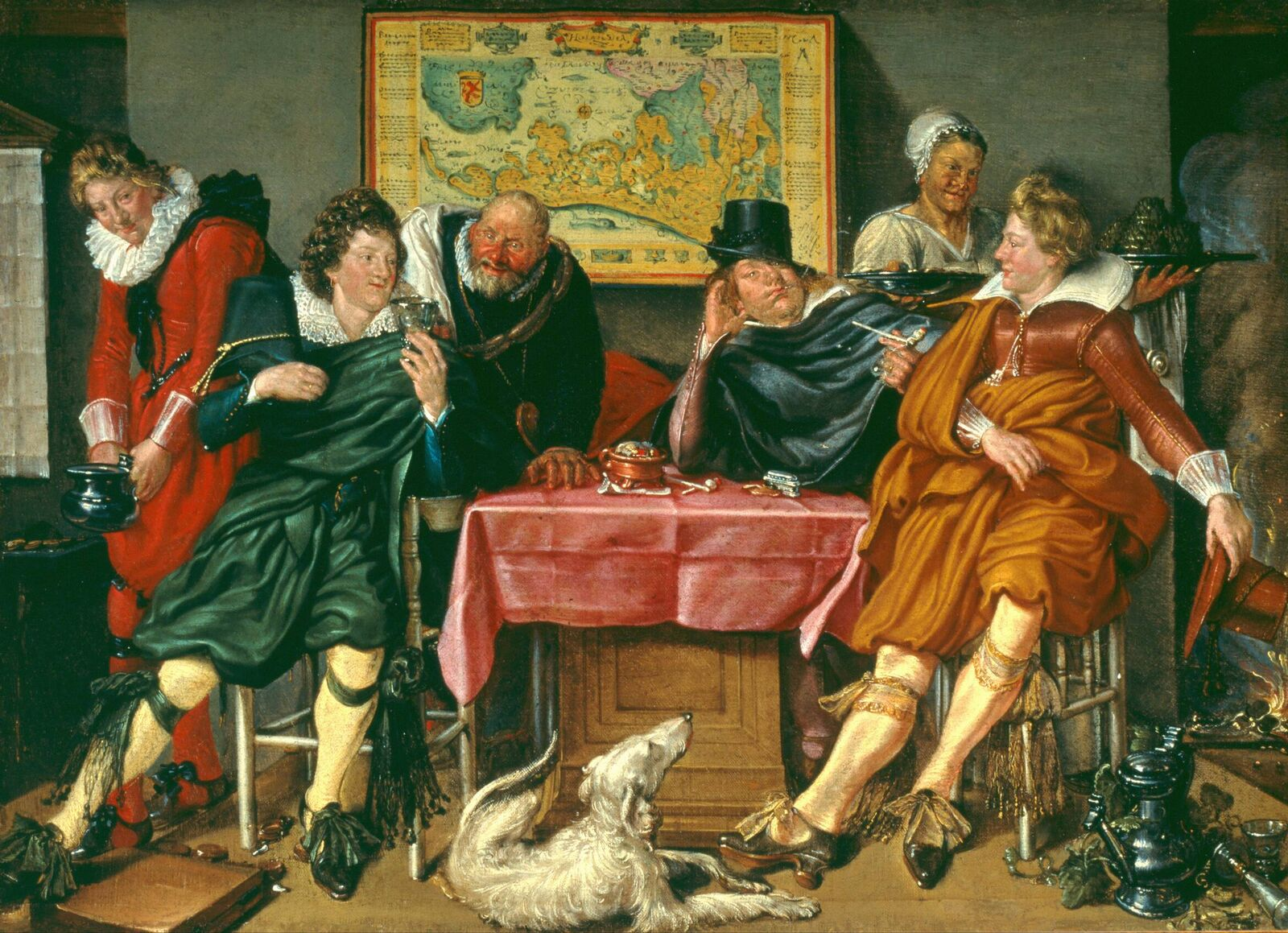
Willem Buytewech, Vrolijk gezelschap, ca. 1620, Museum Boijmans Van Beuningen, Rotterdam. Peeckelhaering is de oude man achter de tafel, die omhangen is met worstjes.

## Herkomst
Het schilderij werd in 1890 geveild in Parijs (Hôtel Drouot), waarna het in 1897 via kunsthandel F. Kleinberger in Parijs werd aangekocht door Rijksmuseum Amsterdam.